# Liste von Persönlichkeiten der Stadt Brescia
Diese Liste enthält in Brescia geborene Persönlichkeiten sowie solche, die in Brescia gewirkt haben, dabei jedoch andernorts geboren wurden. Die Liste erhebt keinen Anspruch auf Vollständigkeit.

## In Brescia geborene Persönlichkeiten

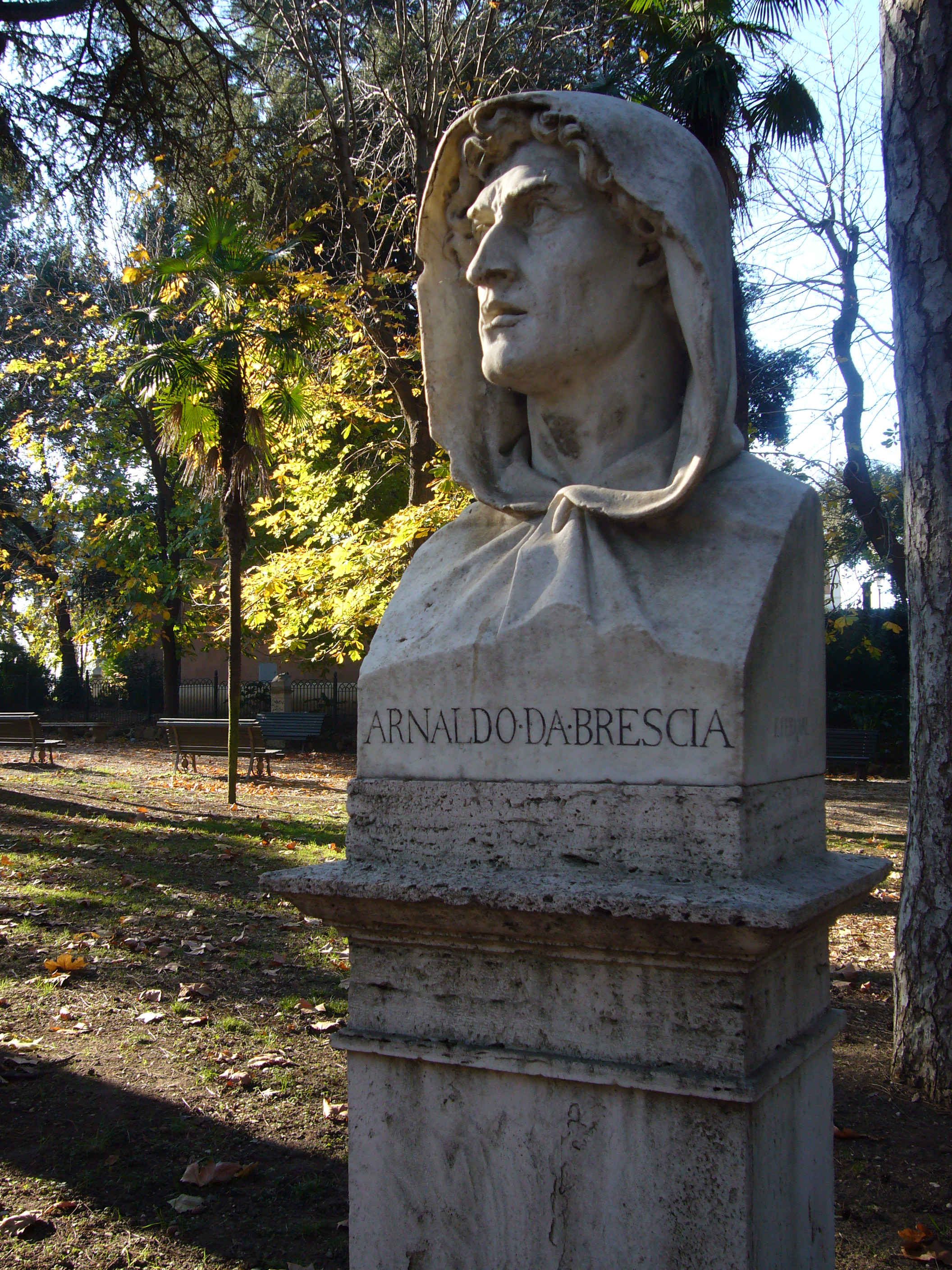
Arnold von Brescia

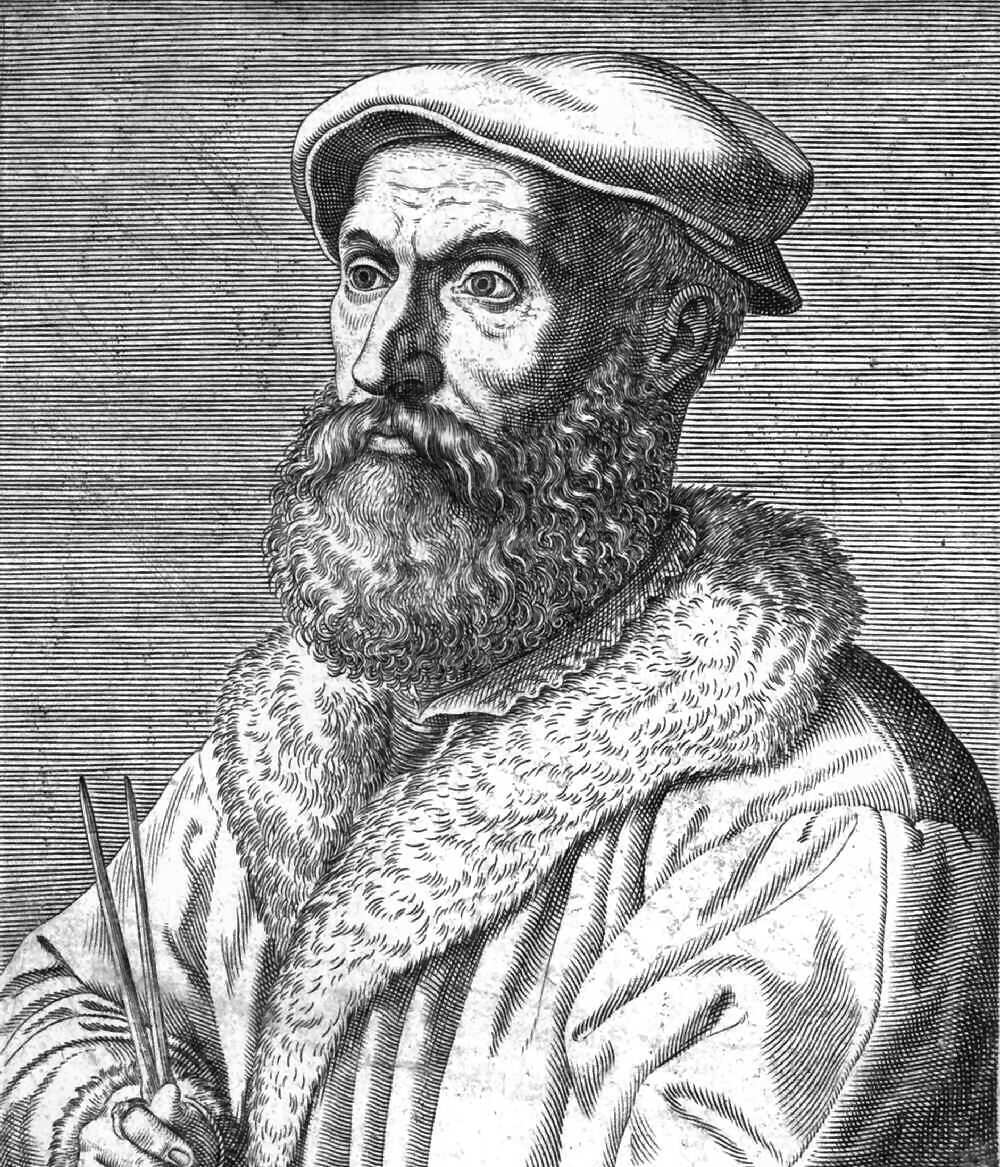
Nicolo Tartaglia

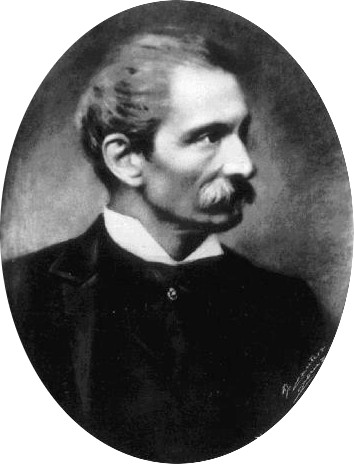
Giuseppe Zanardelli

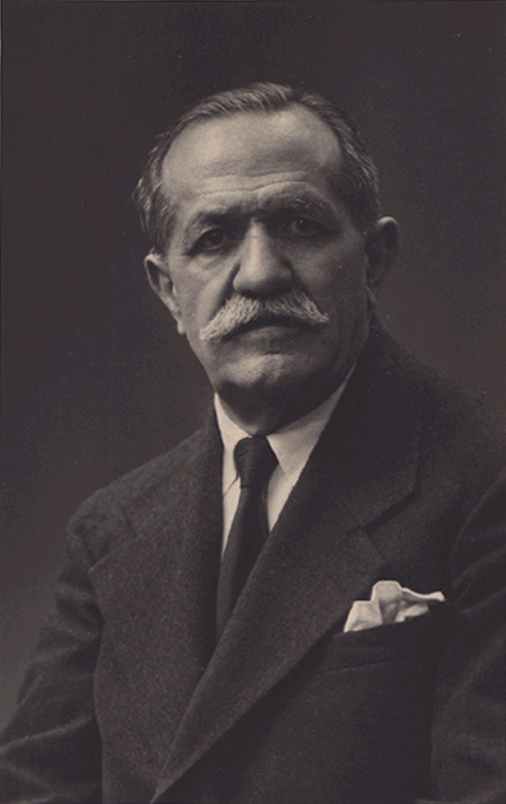
Giovanni Tebaldini

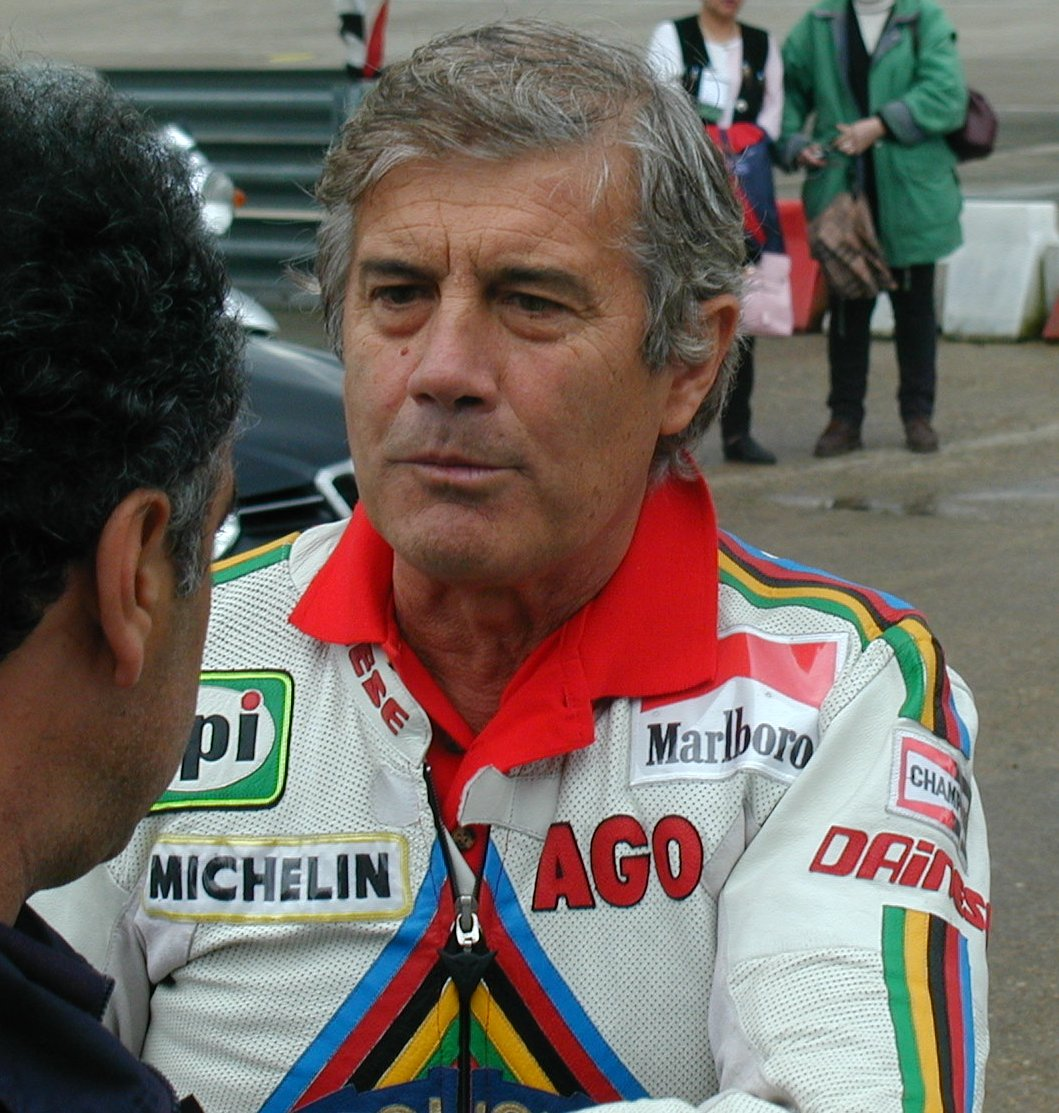
Giacomo Agostini

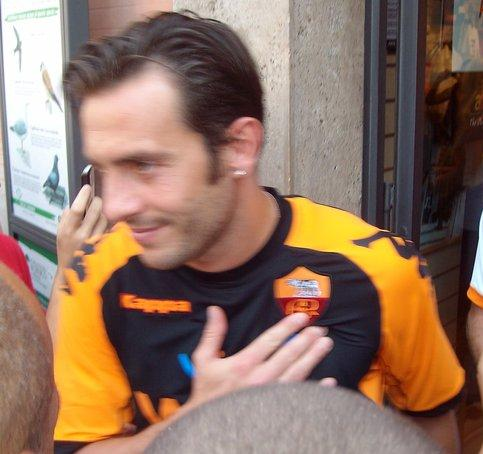
Marco Cassetti

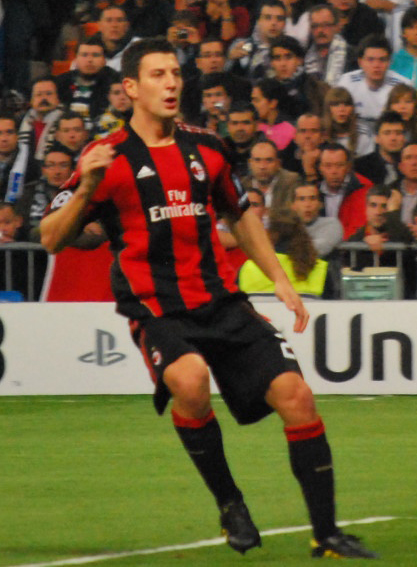
Daniele Bonera

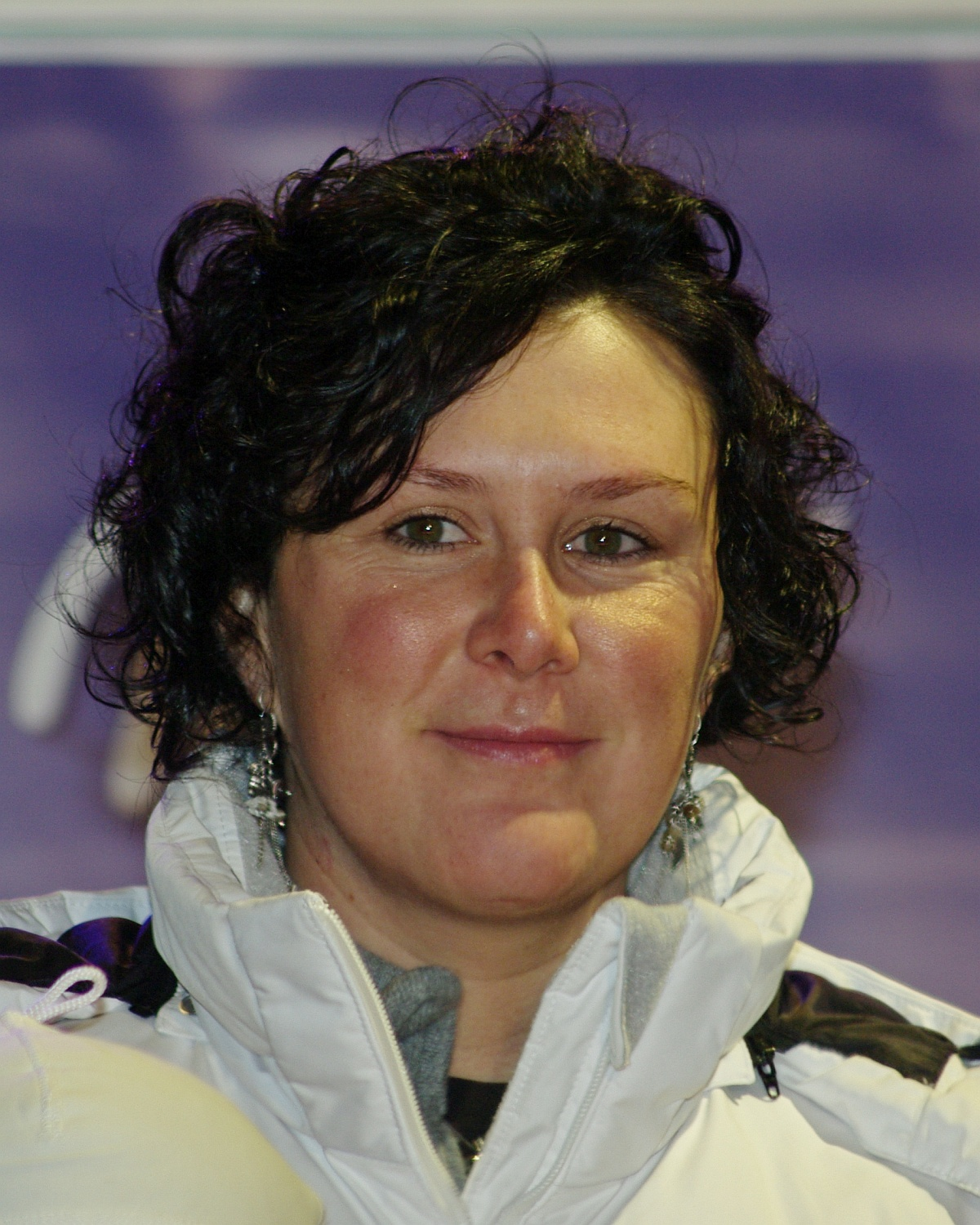
Daniela Merighetti

### Bis 1800
- Arnold von Brescia (um 1090–1155), Regularkanoniker und Prediger
- Albertanus von Brescia (um 1195–um 1251), Jurist und Gelehrter
- Albert von Brescia OP († 1314), Theologe, Dominikaner
- Bartholomaeus Brixiensis (um 1200–1258), Kirchenrechtler
- Sigismondo Malatesta (1417–1468), Condottiere und Adliger
- Mattia Ugoni (1446–1535), Bischof und Kirchenrechtler
- Vincenzo Capirola (1474–?), Lautenist und Komponist
- Giovanni Girolamo Savoldo (um 1480–um 1548), Maler
- Girolamo Romanino (um 1485–1566), Maler
- Vincenzo Maggi (1498–1564), Literat und Philosoph
- Nicolo Tartaglia (um 1500–1557), Mathematiker
- Giacomo Chizzola (1502–1580), Humanist, Doktor, Richter, Ökonom und Diplomat
- Antonio Scandello (1517–1580), Komponist und Kapellmeister
- Hippolito Chizzola (1522–1565), Geistlicher
- Muzio Calini (1525–1570), Geistlicher
- Benedetto Tola (vor 1525 – 1572), Maler und Musiker, in Dresden wirkend
- Girolamo Muziano (1528–1592), Maler
- Lattanzio Gambara (1530–1574), Maler und Zeichner
- Teodoro Riccio (um 1540–um 1600), Kapellmeister und Komponist
- Costanzo Antegnati (1549–1624), Orgelbauer, Organist und Komponist
- Ludovico Gallina (1752–1787), Maler
- Valerio Bona (um 1560–um 1620), Komponist
- Desiderio Scaglia (1568–1639), Bischof und Kardinal
- Giovanni Battista Fontana (um 1571–um 1630), Komponist und Violinist
- Giovanni Battista Lantana (1573/1581–1627), Architekt
- Benedetto Castelli (1577/78–1643), Naturwissenschaftler
- Giulio Aleni (1582–1649), jesuitischer China-Missionar
- Agostino Avanzo (1585–1665), Architekt und Maler
- Biagio Marini (1594–1663), Violinist und Komponist
- Francesco Lana Terzi (1631–1687), Priester
- Giovanni Baptista Chizzola (1641–um 1691), Adeliger
- Giovanni Battista Vivaldi (1655–1736), Violinist
- Giulio Taglietti (um 1660–1718), Violinist und Komponist
- Benedetto Vinaccesi (um 1666–1719), Komponist
- Antonio Calegari (1698/99–1777), Bildhauer
- Fortunato da Brescia (1701–1754), Franziskaner und Philosoph
- Pietro Chiari (1712–1785), Dichter und Romanautor
- Giuseppe Zonca (1715–1772), Komponist
- Giovanni Andrea Archetti (1731–1805), Kardinal
- Michelangelo Luchi (1744–1802), Kardinal
- Faustino Anderloni (1766–1847), Kupferstecher
- Faustino Zucchini (1771–1828), Geistlicher
- Alois von Mazzuchelli (1776–1868), General unter Napoleon, k. k. Feldzeugmeister, Inhaber des k. k. Infanterieregiments Nr. 10 und Gouverneur von Mantua
- Teodoro Lechi (1778–1866), italienisch-napoleonischer General
- Lodovico Pavoni (1784–1849), Priester

### 1801 bis 1900
- Maria Crocifissa Di Rosa (1803–1855), Ordensgründerin
- Angelo Inganni (1807–1880), Genre-, Architektur- und Porträtmaler
- Giovanni Emanueli (1817–1894), Bildhauer
- Antonio Bazzini (1818–1897), Komponist und Violinist
- Alessandro Fè d’Ostiani (1825–1905), Diplomat und Politiker
- Tito Speri (1825–1853), Freiheitskämpfer
- Giuseppe Zanardelli (1826–1903), Staatsmann und Rechtsberater
- Giovanni Battista Piamarta (1841–1913), Priester der römisch-katholischen Kirche
- Gerolamo Rovetta (1851–1910), Romanschriftsteller und Dramatiker
- Francesco Filippini (1853–1895), Maler
- Giovanni Tebaldini (1864–1952), Komponist, Organist und Musikwissenschaftler
- Scipio Sighele (1868–1913), Kriminologe, Anthropologe und Pionier der Massenpsychologie
- Umberto Zanolini (1887–1973), Turner
- Eugenio Miozzi (1889–1979), Ingenieur und Architekt
- Paolo Salvi (1891–1945), Turner
- Giovanni Mangiante (1893–1967), Turner
- Silvio Scaroni (1893–1977), Jagdflieger
- Luigi Contessi (1894–1967), Turner
- Riccardo Cozzaglio (1896–1965), Bauingenieur und Kommunalpolitiker
- Giovanni Battista Montini (1897–1978), Papst Paul VI.

### 1901 bis 1950
- Carlo Manziana (1902–1997), römisch-katholischer Geistlicher
- Oscar Andriani (1905–1987), Schauspieler
- Renato Chiantoni (1906–1979), Schauspieler
- Gianfranco Comotti (1906–1963), Autorennfahrer
- Claudio Sartori (1913–1994), Musikwissenschaftler
- Guido Carli (1914–1993), Ökonom und Politiker
- Agenore Incrocci (1914–2005), Drehbuchautor
- Mario Cecchi Gori (1920–1993), Filmproduzent
- Arturo Benedetti Michelangeli (1920–1995), Pianist
- Mario Rigamonti (1922–1949), Fußballspieler
- Dolores Abbiati (1927–2001), Politikerin
- Ezio Marano (1927–1991), Schauspieler
- Emanuele Severino (1929–2020), Philosoph
- Giorgio Cavedon (1930–2001), Comicautor, Drehbuchautor und Filmregisseur
- Cesare Mazzolari (1937–2011), Ordensgeistlicher
- Silvano Agosti (* 1938), Filmeditor und Filmregisseur
- Gianfranco Masserdotti (1941–2006), Ordensgeistlicher
- Giacomo Agostini (* 1942), Motorradrennfahrer
- Ottavio Bianchi (* 1943), Fußballspieler und -trainer
- Maria Cressari (* 1943), Radrennfahrerin
- Fausto Bertoglio (* 1949), Radrennfahrer
- Pedro José Conti (* 1949), katholischer Geistlicher, Bischof von Macapá
- Attilio Calatroni (* 1950), Fechter
- Marco Luzzago (1950–2022), Unternehmer und Großmeister des Malteserordens

### 1951 bis 1960
- Luigi Morgano (* 1951), Politiker
- Roberto Vencato (1952–2022), Regattasegler
- Paolo Beschi (* 1953), Musiker
- Peter Gilliéron (* 1953), Schweizer Jurist und Fußballfunktionär
- Lorenzo Mattotti (* 1954), Comiczeichner und Grafiker
- Luigi Archetti (* 1955), Künstler und Musiker
- Calogero Marino (* 1955), römisch-katholischer Geistlicher, Bischof von Savona-Noli
- Rosa Pavanelli (* 1955), Gewerkschafterin
- Maurizio Arrivabene (* 1957), Motorsportfunktionär
- Sandro Gibellini (* 1957), Jazzmusiker
- Claudio Langes (* 1960), Autorennfahrer

### 1961 bis 1970
- Vittorio Colao (* 1961), Geschäftsmann
- Sergio Scariolo (* 1961), Basketballtrainer
- Nicoletta Merighetti (* 1966), Skirennläuferin
- Omar Pedrini (* 1967), Musiker
- Diego Galeri (* 1968), Musiker
- Giorgio Lamberti (* 1969), Schwimmer

### 1971 bis 1980
- Nicola Loda (* 1971), Radrennfahrer
- Christian Pescatori (* 1971), Autorennfahrer
- Antonio Filippini (* 1973), Fußballspieler
- Emanuele Filippini (* 1973), Fußballspieler und -trainer
- Walter Beltrami (* 1974), Jazzmusiker
- Stefano Cassetti (* 1974), Schauspieler und Designer
- Marco Velo (* 1974), Radrennfahrer
- Luisa Righi (* 1975), Journalistin und Buchautorin
- Dario Salvi (* 1975), Dirigent, Forscher und Musikwissenschaftler schottisch-italienischer Herkunft
- Fulvio Sigurtà (* 1975), Jazzmusiker
- Stefano Donagrandi (* 1976), Eisschnellläufer
- Manuel Belleri (* 1977), Fußballspieler
- Marco Cassetti (* 1977), Fußballspieler
- Aimo Diana (* 1978), Fußballspieler
- Matteo Serafini (* 1978), Fußballspieler
- Nadia Toffa (1979–2019), Journalistin und Fernsehmoderatorin
- Roberto De Zerbi (* 1979), Fußballspieler

### 1981 bis 1990
- Daniele Bonera (* 1981), Fußballspieler
- Roberto Guana (* 1981), Fußballspieler
- Daniela Merighetti (* 1981), Skirennläuferin
- Giovanni Gullo (* 1983), Skilangläufer
- Emanuele Maniscalco (* 1983), Jazzmusiker
- Andrea Cassarà (* 1984), Florettfechter
- Paolo Bossini (* 1985), Schwimmer
- Michele Canini (* 1985), Fußballspieler
- Michele Gaia (* 1985), Straßenradrennfahrer
- Gabriele Mitelli (* 1988), Jazzmusiker
- Laura Neboli (* 1988), Fußballspielerin
- Sabino Brunello (* 1989), Schachspieler

### 1991 bis 2000
- Alberto Cerqui (* 1992), Autorennfahrer
- Giovanni De Gennaro (* 1992), Kanute
- Luca Margaroli (* 1992), Schweizer Tennisspieler
- Alessandro Tonelli (* 1992), Radrennfahrer
- Alberto Grassi (* 1995), Fußballspieler
- Pietro Pivotto (* 1995), Sprinter
- Davide Calabria (* 1996), Fußballspieler
- Andrea Cistana (* 1997), Fußballspieler
- Andrea Federici (* 1997), Sprinter
- Christian Scaroni (* 1997), Radrennfahrer
- Alice Bellandi (* 1998), Judoka
- Andrea Colpani (* 1999), Fußballspieler
- Laura Meriano (* 1999), Ruderin
- Alessandra Bonora (* 2000), Sprinterin

### 21. Jahrhundert
- Elena Carraro (* 2001), Hürdenläuferin
- Giovanni Franzoni (* 2001), Skirennläufer
- Giosuè Epis (* 2002), Radrennfahrer
- Luca Stanga (* 2002), italienischer Fußballspieler
- Etienne Tare (* 2003), deutsch-albanischer Fußballspieler
- Mattia Zanotti (* 2003), Fußballspieler
- Cher Ndour (* 2004), Fußballspieler
- Patrick Nuamah (* 2005), Fußballspieler

## Bekannte Einwohner von Brescia
- Angela Merici (um 1472–1540), Geistliche und Heilige
- Giovanni Battista Marchetti (1686–1758), Architekt
- Filippo Finazzi (1705–1776), Kastratensänger, Komponist und Kapellmeister
- Luigi Martignon (1911–1984), figürlicher Maler und Grafiker
- Florin Răducioiu (* 1970), Fußballspieler